# SWATH
SWATH (англ. Small Waterplane Area Twin Hull, двухкорпусное судно с малой площадью сечения по ватерлинии) — специальная форма корпуса кораблей, в которой расположенная над водой платформа стоит на двух понтонах на нескольких (к примеру, четырёх) опорах, которые образуют минимальную площадь сечения по ватерлинии; маловосприимчива к морским волнениям (качке).
Корабли, сконструированные по этому принципу, обозначаются как SWATH; кроме того, употребляются названия Trisec, Sea Sulky, российское обозначение суда с малой площадью ватерлинии (СМПВ), а также название полупогружаемый катамаран (англ. semi-submerged catamaran, SSC).

## История
В 1938 году данная схема была представлена Британскому морскому флоту её изобретателем Фредериком Кридом; в 1946 году он получил патент в Соединённом королевстве.
Ранее форма корабля SWATH использовалась военными в глубоководных исследованиях, была засекречена и потому недоступна в частном судостроении.

## Конструкция
Корабли SWATH имеют два торпедообразных понтона под водной поверхностью, и расположенная над водой платформа крепится к ним опорами, которые образуют минимальную площадь ватерлинии. Именно за счёт этой узкой части корпуса корабль способен преодолевать высокие волны. В основе идеи создания подобных судов лежит концепция буровой установки, обеспечивающей рабочую платформу и сводящей до минимума передвижение в воде. В таких условиях энергия волн распределяется по вертикали, а не по горизонтали, толкая и болтая судно традиционной конструкции вперёд-назад. В случае со SWATH энергия направляется между двумя подводными корпусами и понтоны хорошо поглощают волны. Проектировщики намереваются добиться того, чтобы судно было устойчивым в любых экстремальных ситуациях. Дополнительную остойчивость обеспечивает большая ширина SWATH, которая в два раза превышает ширину судна данной размерной категории.
Наличие понтонов являются основным отличием подобного рода кораблей от катамаранов или судов на подводных крыльях (катамараны находятся полностью на поверхности воды, а суда на подводных крыльях развивают большую скорость только в спокойном море).

## Преимущества и недостатки
Преимущества
- Большое преимущество кораблей типа SWATH в том, что они при сильных волнениях очень спокойно ведут себя на водной поверхности, что, например, предотвращает морскую болезнь у находящихся на борту людей. В зависимости от погоды, судно может изменять свои характеристики и приспосабливаться к существующим условиям. Поэтому SWATH — это подходящая основа для строительства кораблей, на которых экипаж даже при сильном волнении должен продолжать работу, или при пересадке людей на платформы или другие корабли (например лоцманов). На основании того, что данная платформа маловосприимчива к волнениям, следует, что она прекрасно подходит для исследовательских судов, которые используют устройства, восприимчивые к незначительным движениям. Поэтому SWATH делает возможными исследования даже при высоком волнении.
- Поскольку стойки, соединяющие надводную платформу с подводными поддерживающими понтонами имеют небольшую площадь, а их сечение может быть подчинено снижению волнового сопротивления — основной составляющей полного сопротивления судна на высоких (25 узлов и выше) скоростях, то подобные суда могут разгоняться до значительно более высоких скоростей, по сравнению с обычными однокорпусными водоизмещающими судами.[источник не указан 3705 дней]

Несмотря на сложность постройки такого судна и большой расход металла, постройка может быть оптимизирована за счёт разбиения процесса на отдельные секции, каждая из которых не имеет сложных криволинейных поверхностей.
Недостатки
- Недостатком технологии SWATH является то, что даже незначительные изменения нагрузки приводят к сильным изменениям осадки, положения центра тяжести и, вследствие этого, к косому положению корабля. Поэтому тип конструкции SWATH подходит для кораблей, полная масса которых, включая погрузку и т. д. при каждой поездке остаётся стабильной и не сильно изменяется.
- Корабли SWATH имеют относительно большую для своего тоннажа осадку.
- Кроме того, их проектирование и строительство обходится намного дороже, чем для обычных судов.

## Использование
Технология SWATH в последнее время получила достаточно широкое распространение, в мире насчитывается около 50 подобных судов.
По этому принципу строят яхты, пассажирские паромы и лайнеры, исследовательские корабли, суда для вспомогательного и военного флотов.
Большое распространение SWATH получили в США (особенно в военной отрасли), Канаде. 
В Европе данная технология осваивается в таких странах, как Норвегия, Португалия, Испания, Франция, Италия, Германия, Греция, Латвия. 
В Азии большим количеством кораблей такого типа обладает Китай. Кроме того их используют Япония, Турция, Филиппины, Индонезия.

## Суда
- Borkum — лоцманское судно немецкой бухты
- Kilo Moana — исследовательское судно Гавайского университета
- Sea Shadow — экспериментальное стелс-судно ВМС США
- CCGS Frederick G. Creed — патрульный катер береговой охраны Канады
- Sea Fighter — экспериментальное прибрежное боевое судно ВМС США
- Planet Typ 751 — военно-исследовательское судно для гидролокации
- Sea Slice — патрульный катер ВМС США